# Mexikansk brunbjörn
Mexikansk brunbjörn (Ursus arctos nelsoni) är en utdöd underart av brunbjörn som förekom i södra Nordamerika. Epitet nelsoni i det vetenskapliga namnet syftar på den amerikanska naturforskaren Edward William Nelson som säkrade några individer för U. S. Biological Survey (idag USFWS). Underartens holotyp sköts 1899 nära Chihuahua.

## Kännetecken
Mexikansk brunbjörn var ett av de största och tyngsta däggdjuren i Mexiko. Den nådde en längd upp till 183 centimeter och en vikt upp till 318 kilogram. På grund av den silveraktiga pälsfärgen kallades den ofta för el oso plateado, den silverne björnen. I kroppsbyggnaden påminde den mer om svartbjörnen än om andra brunbjörnar.

## Utbredning och habitat
Underarten förekom i Mexikos norra och USA:s södra delstater. Utbredningsområde sträckte sig från Arizona och New Mexico till centrala Mexiko. Habitatet utgjordes av gräsmarker och pinjeskogar i bergstrakter.

## Levnadssätt
Denna brunbjörn åt främst insekter, frukter och andra växtdelar samt i mindre mått smådäggdjur och as. Ungefär vart tredje år föddes upp till tre ungar.

## Utrotning
Mexikansk brunbjörn jagades redan av spanska conquistadorer även om den inte var klassificerad som självständig underart. Fram till 1930-talet var jakttrycket så stark att den bara fanns kvar i avlägsna bergstrakter i delstaten Chihuahua cirka 80 km norr om staden Chihuahua. Fram till 1960 minskade populationen till cirka 30 individer. Trots inrättade skyddsåtgärder av den mexikanska regeringen jagades underarten fortfarande av lokalbefolkningen. 1964 förklarades den mexikanska brunbjörnen som utdöd. Den amerikanska zoologen Dr. Carl Koford startade 1968 en expedition för att leta efter underarten. Kort innan uppkom obekräftade berättelser om iakttagelser nära floden Yaqui i delstaten Sonora. Expeditionen slutade utan resultat.